# Neue Synagoge (Aachen)

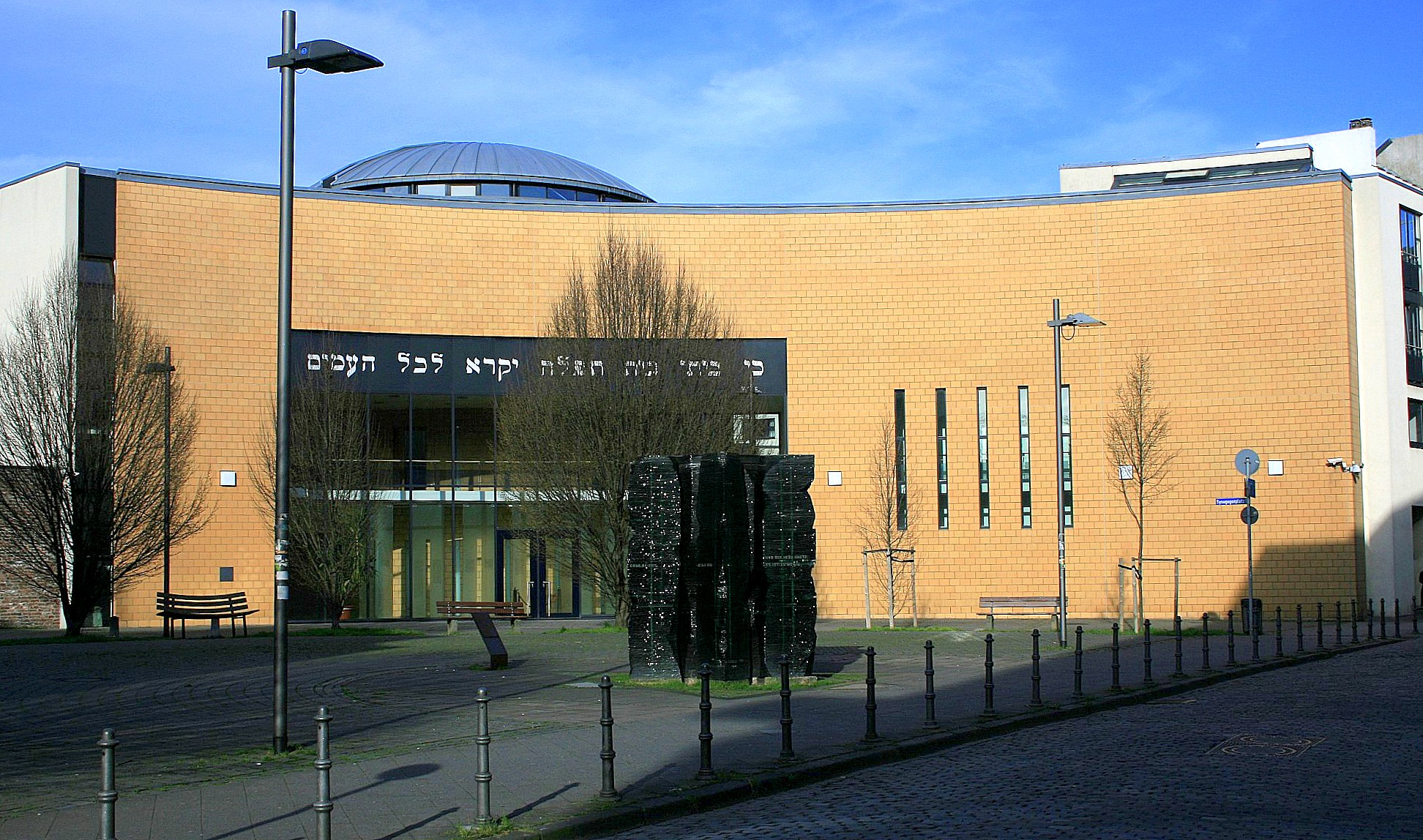
Neue Synagoge, Synagogenplatz und das Mahnmal „Kristallnacht“ von Heinz Tobolla

Die Neue Synagoge in Aachen ist das Gotteshaus und Gemeindezentrum der „Jüdischen Gemeinde Aachens“ am Synagogenplatz. Sie wurde am Ort der im Jahr 1862 erbauten und während der Novemberpogrome 1938 von den Nationalsozialisten zerstörten Alten Synagoge nach Plänen des Architekten Alfred Jacoby neu errichtet und am 18. Mai 1995 eingeweiht.

## Geschichte

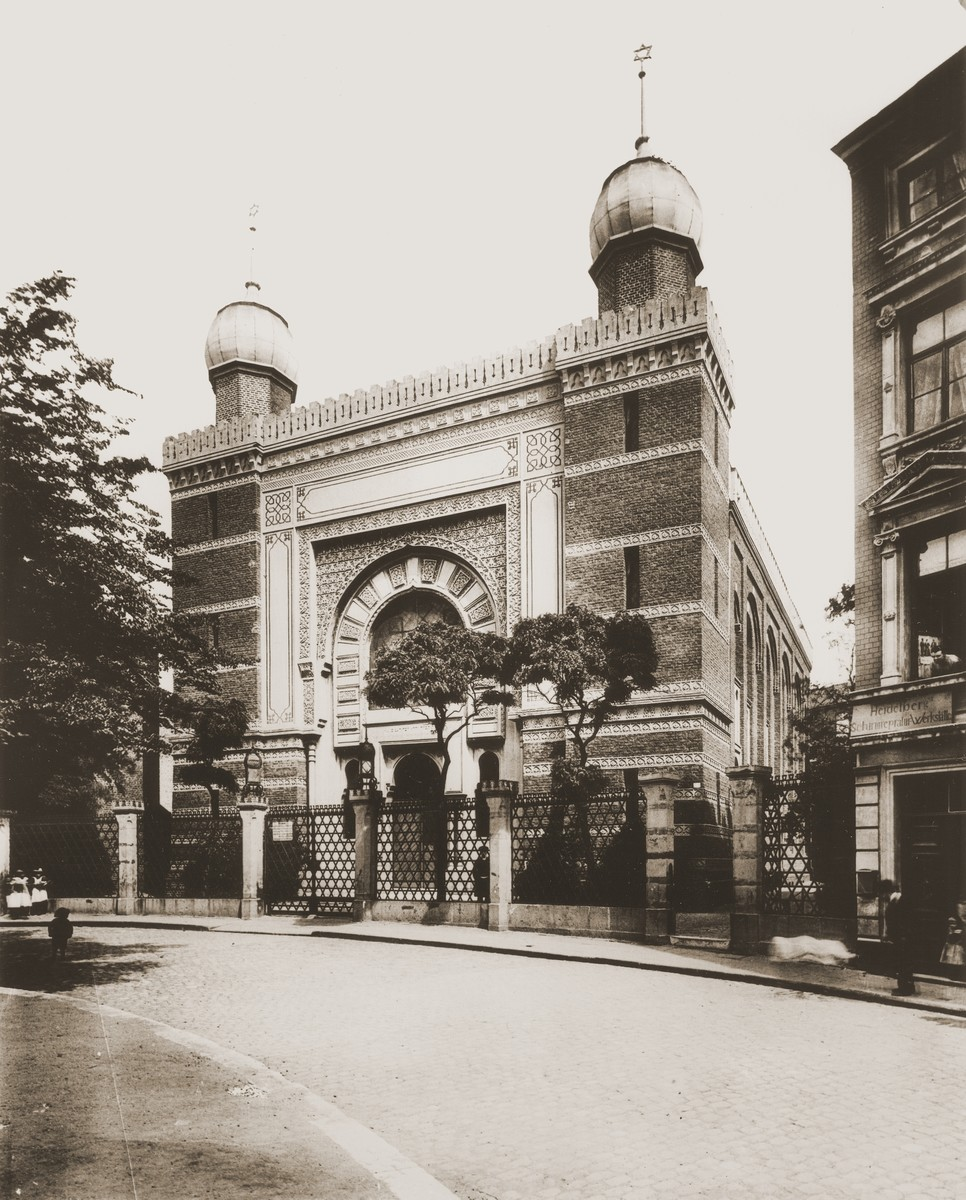
Alte Synagoge

Nachdem gemäß den Aufzeichnungen bis zu Beginn des 19. Jahrhunderts nur vereinzelt jüdisches Leben in Aachen nachgewiesen werden kann, schlossen sich in der Folgezeit die Mitbürger jüdischen Glaubens aus dem Raum Aachen immer häufiger zu Synagogengemeinden zusammen. Anfangs fand das jüdische Gemeindeleben vorwiegend in Privathäusern statt, bis am 4. Januar 1839 eine kleine provisorische Synagoge in einem Haus am Hirschgraben (829a, später Hausnummer 10) eingeweiht werden konnte. Ab 1854 entstanden im Regierungsbezirk Aachen mehrere Synagogengemeinden in Düren, Jülich, Geilenkirchen, Heinsberg-Erkelenz, Gemünd und ab 1861 schließlich in Aachen, zu der auch die jüdischen Familien in Aachens Vororten Burtscheid, Haaren, Kornelimünster, Richterich und Würselen gehörten. Ein Jahr später wurde daraufhin die erste offizielle Aachener Synagoge nach Plänen von Wilhelm Wickop am heutigen Synagogenplatz erbaut und von den Nationalsozialisten in der Reichspogromnacht im Jahr 1938 in Brand gesteckt und anschließend abgetragen.
Einige Jahre nach dem Ende des Zweiten Weltkrieges richtete die Jüdische Gemeinde Aachens im Jahr 1957 als Übergangslösung einen Gemeindefestsaal und einen Gottesdienstraum in einer alten Patriziervilla in der Oppenhoffallee ein. Es dauerte jedoch noch bis 1986, bis der Aachener Stadtrat abschließend beschloss, an historischer Stelle erneut ein Bet- und Gemeindehaus für die Jüdische Gemeinde erbauen zu lassen, das schließlich 1995 fertiggestellt wurde. Bereits vor Planung dieses Bauvorhabens war 1984 dieser Platz aus historischen Gründen von „Promenadenplatz“ in „Synagogenplatz“ umbenannt und mit einem Mahnmal zur Erinnerung an die zerstörte Synagoge, entworfen von dem Aachener Bildhauer Heinz Tobolla, bestückt worden.
Bauherr der Neuen Synagoge war somit die Stadt Aachen, die den Bau aus eigenen Mitteln sowie aus Mitteln des Landes Nordrhein-Westfalen finanzierte und ihn anschließend der Jüdischen Gemeinde Aachen K.d.ö.R mit ihren rund 1300 überwiegend orthodox ausgerichteten Mitgliedern als Eigentum übertrug. Am 18. Mai 1995 wurde die Synagoge im Beisein des Ministerpräsidenten des Landes Nordrhein-Westfalen, Johannes Rau, und des Präsidenten des Zentralrats der Juden in Deutschland, Ignatz Bubis, feierlich eingeweiht. Im September 1998 erhielt sie zu Ehren von Simon Schlachet (* 17. April 1912), des verstorbenen Vorsitzenden der Jüdischen Gemeinde Aachen und ehemaligen Vorstandsvorsitzenden vom Landesverband der Jüdischen Gemeinden von Nordrhein der Jüdischen Gemeinde und des Jüdischen Landesverbandes, den Namen „Simon-Schlachet-Gemeindezentrum“.

## Architektur und Ausstattung

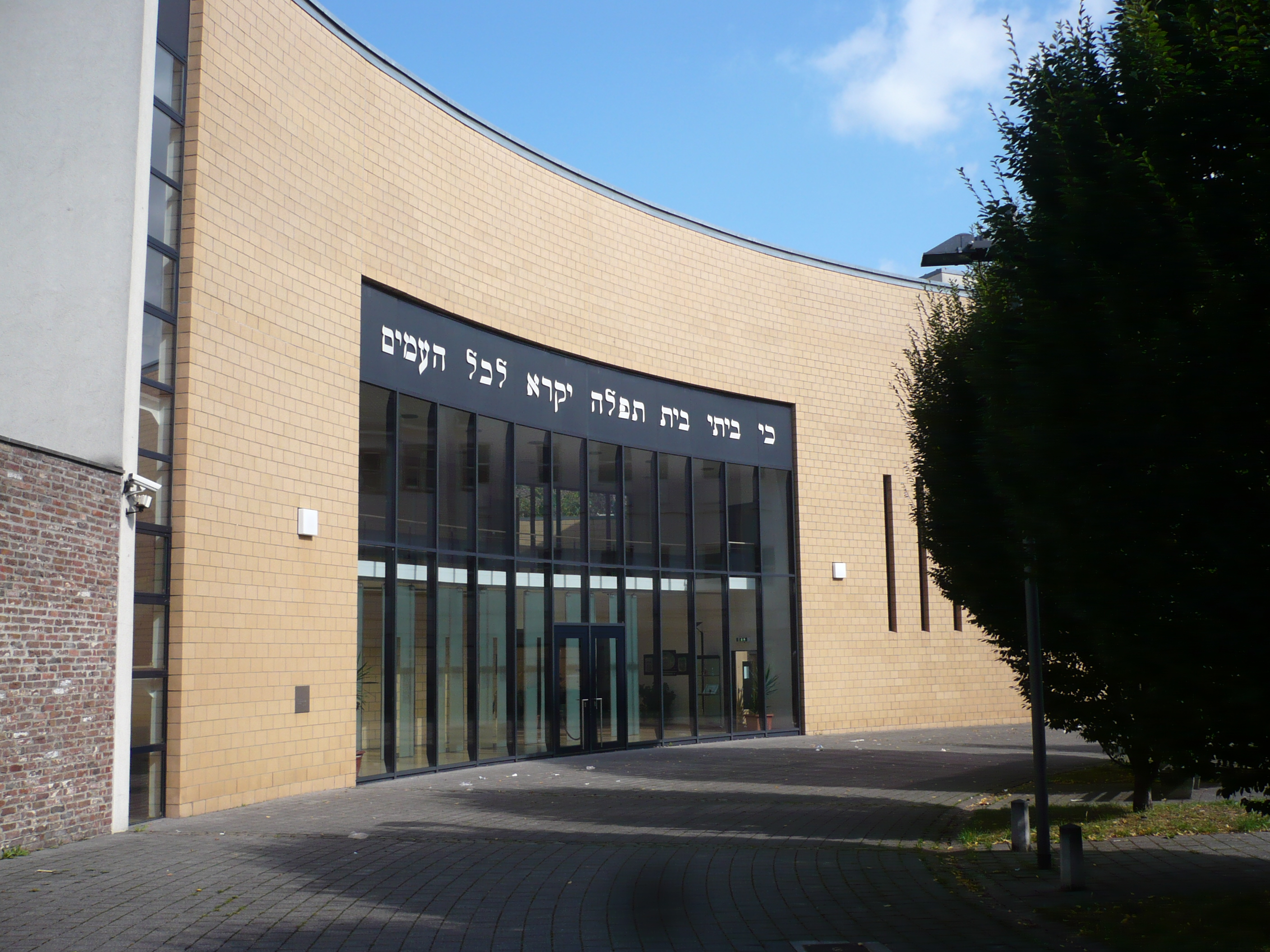
Eingangsbereich

In ihrer farblichen Ausgestaltung, ihrer Flächengliederung sowie dem Wechsel zwischen der zentralen rechteckigen Glasfläche im Eingangsbereich mit den schmalvertikalen Scharten rechts der Glasfront erinnert die Neue Synagoge bewusst an den alten Vorgängerbau. Auch der Schriftzug über dem Eingangsportal in hebräischer Sprache, der übersetzt „Denn mein Haus soll genannt sein ein Haus des Gebetes für alle Völker“ lautet, ist übernommen worden. Die breite Vorderfassade selbst ist konkav um den halbkreisförmigen Synagogenplatz angelegt und erinnert in ihrer Gestaltung aus hellem Klinker an Jerusalem. Fünf von sieben noch erhalten gebliebenen Steinen der ehemaligen Aachener Synagoge wurden dabei mitverbaut.
Hinter der großen Glaswand in der Vorderfassade mit ihren filigranen Stahlprofilen zeigt sich das breit angelegte Foyer, von dem aus der runde Raum für die Gottesdienste sowie der Hofflügel mit dem Gemeindesaal erreicht wird. An den Wänden des Foyers sind sieben Tafeln mit Gebeten für jeden Wochentag angebracht, die von rechts nach links zu lesen sind.
In den Gebetsraum, der nach Osten symbolisch auf die Klagemauer in Jerusalem ausgerichtet ist und Platz für circa 300 Gläubige bietet, führen drei Flügeltüren aus hellem Buchenholz. In diesen Saal fällt das Licht durch eine verglaste Kuppel senkrecht auf das zentral angelegte Podium, den Almemor. Um diesen herum ranken sich kreisförmig die ebenfalls aus Buchenholz angefertigten Sitzbänke. Für eine einwandfreie Akustik und atmosphärische Wärme sorgen speziell ausgerichtete Holzpaneele an den Wänden des Gebetsraumes. An jedem Türpfosten der rechten Eingangstüre befindet sich, wie in jedem jüdischen Haushalt und Gebetshaus üblich, eine Mesusa, eine Schriftkapsel mit einem integrierten Toraabschnitt, die von jedem eintretenden jüdischen Gläubigen berührt wird.
Raumbeherrschende Wirkung im Gebetsraum erzeugt der Schrein mit den Torarollen, der mit überschlanken Flügeltüren gestaltet ist. Er wird flankiert von acht senkrechten Buntglasfenstern, die Johannes Schreiter gestaltete. Die Torarollen selbst, von denen nur noch zwei zu Gebeten verwendet werden, sind mit reichlich Silberschmuck versehenen. Im Gegensatz zu christlichen Kirchen finden sich im Gebetsraum weder Bilder noch Statuen, lediglich zwölf Wandtafeln mit Symbolen für die Zwölf Stämme Israels sind dort angebracht.
Den Gläubigen steht ein Regal mit Siddurim und Tallitot zur Ausleihe für die Gebetsstunde zur Verfügung. Die meisten Mitglieder der jüdischen Gemeinde konnten sich aus alter Tradition heraus einen festen Sitzplatz im Gebetsraum erwerben, wobei die Frauen auf der oberen Empore ihren Platz haben. Aber auch nichtjüdischen und andersgläubigen Menschen ist es erlaubt, die Synagoge unter Beachtung strenger Sicherheitsauflagen zu besuchen.